# Ruróni Kensin-filmsorozat
A Ruróni Kensin-filmsorozat (るろうに剣心; Hepburn: Rurōni Kenshin) öt filmből álló filmsorozat, melyet Vacuki Nobuhiro mangaka azonos című mangájából készítettek Szató Takeru, Takei Emi és Aoki Munetaka főszereplésével, Ótomo Keisi rendezésében. Az első filmet 2012-ben mutatták be, melyet 2014-ben két újabb film követett. 2020-ban újabb két filmet mutattak volna be, a történet lezárásaként, ám a premiert a Covid19-pandémia miatt 2021-re halasztották. Magyarországon a Netflix egyszerre mutatta be az első négy filmet 2021 júniusában, az ötödik filmet pedig júliusban.

## Filmek

### Ruróni Kensin: A kezdetek
A 2012-ben bemutatott első film Himura Kensin, egy volt orgyilkos és Kamija Kaoru találkozását öleli fel, barátságát Szanoszukéval és Megumivel, akit ki kell mentenie a gátlástalan bűnöző, Takeda Kanrjú karmai közül. A film fő konfliktusforrása Udó Dzsin-e, egy őrült kardforgató, aki hitokiri battószainak adja ki magát (ami valójában Kensinnek volt a ragadványneve) és rettegésben tartja Tokiót. A filmben visszaemlékezések formájában bepillantást nyerhet a néző Kensin tíz évvel ezelőtti hitokiri (orgyilkos) múltjába is.

### Ruróni Kensin: Pokol Kiotóban
Himura Kensin már végleg felhagyott orgyilkos múltjával és Kamija Kaoru dodzsójában barátai társaságában egyszerű életet él. Az új kormány azonban ismét a segítségét kéri. Sisio Makoto, aki Kensinhez hasonlóan orgyilkosként dolgozott az új korszak eljöveteléért, most bosszút akar állni a kormányon, akik a munka végeztével élve felgyújttatták, hogy megszabaduljanak tőle. Sisio azonban túlélte, és most eltökélt szándéka uralma alá hajtani Japánt. Kensin kénytelen-kelletlen elvállalja, hogy megállítja Sisiót, bár ez Kaorunak nem tetszik. Kensin Kiotóba utazik, hogy szembeszálljon Sisióval és seregével.

### Ruróni Kensin: A legenda vége
Tovább folytatódik Kensin Sisio ellen vívott harca, azonban a főhős vesztésre áll: Kaorut az előző rész végén elrabolták és a tengerbe vetették. Kensin utána ugrik, és maga is majdnem megfullad. Mestere otthonában ébred, és visszaemlékezések segítségével feltárul Kensin gyermekkora és találkozása Hiko Szeidzsúróval, aki megtanította mindenre, amit tud. Mestere megtanítja neki, hogy az ő saját élete is fontos és védendő, és csak akkor lesz képes legyőzni Sisiót, ha rádöbben, hogy életben kell maradnia. Kensin elindul megmérkőzni Sisióval, Tokióba vezető útját azonban elállja Sinomori Aosi, aki tíz éve képtelen letenni arról, hogy elvegye Kensintől a legjobb kardforgató címet. Végül Tokióban egy megrendezett kivégzés segítségével Kensinnek és Szanoszukénak sikerül feljutni Sisio hajójára. Fudzsitával közösen, hárman próbálják meg legyőzni a félelmetesen erős Sisiót.

### Ruróni Kensin: A vég
A filmet 2021. április 23-án mutatták be a japán mozik. Cselekményszála Kensin és Jukisiro Enisi konfliktusa köré épül. Enisi Kensin volt feleségének, Tomoénak az öccse, és mindenáron bosszút akar állni a nő miatt, bármeddig képes elmenni, hogy lelkileg összetörje Kensint.

### Ruróni Kensin: A kezdet
A filmet 2021. június 4-én mutatták be a japán mozik. A film Kensin orgyilkos múltját mutatja be a sógunátus hanyatlásakor és kereszt alakú sebhelyének történetét. Magyarországon a Netflix mutatta be 2021. július 30-án.

## Gyártás

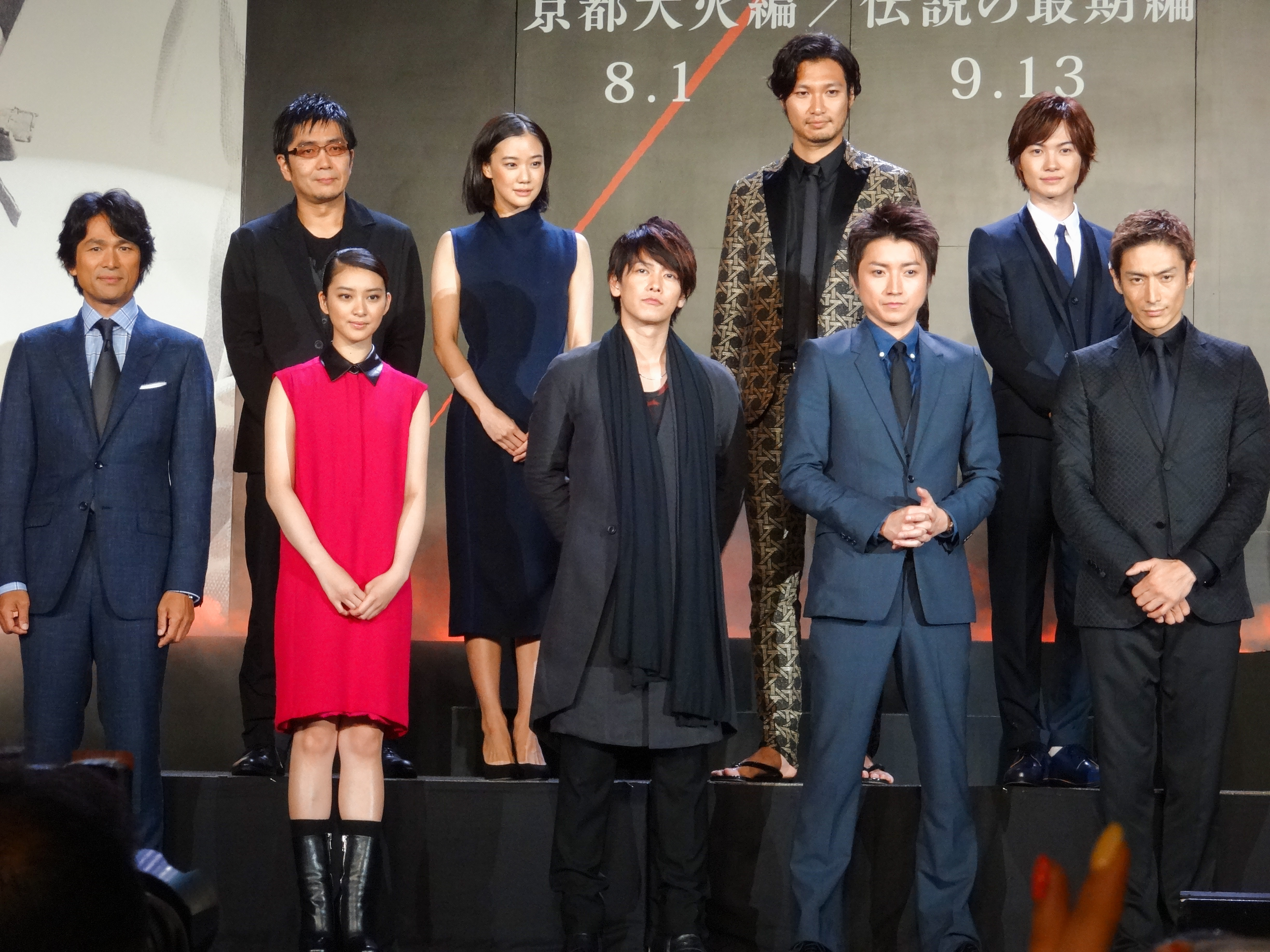
A Ruróni Kensin: Pokol Kiótóban és Ruróni Kensin: A legenda vége szereplőgárdája

2011. június 28-án jelentették be az első filmet. A manga adaptálási jogát a Warner Bros. vette meg, a filmet a Studio Swan gyártotta le. Rendezőnek Ótomo Keisit szerződtették, a címszerepre Szató Takerut választották. Ótomo a mangánál összetettebb filmre törekedett és úgy vélte, Szató a legjobb választás Kensin szerepére; a színésszel korábban már dolgozott együtt a Rjómaden című sorozatban, ahol Szató hasonlóképp szamurájt alakított. A film producere szerint „Szató külső tulajdonságai és testalkata is megfelel Kensinnek”. Vacuki Nobuhiro, a manga alkotója úgy nyilatkozott, ő maga is Szatót találta a legalkalmasabbnak a szerepre, még azelőtt, hogy a filmstúdió mellette döntött volna.
2013 augusztusában a Jump SQ. magazinban tették közzé, hogy 2014 nyarán két film érkezik a mozikba. Az eredeti főszereplők visszatértek, Sisio Makoto szerepére Fudzsivara Tacuját választották. Július 30-án Kamiki Rjúnoszuke és Iszeja Júszuke csatlakozott a stábhoz, augusztusban pedig Cucsija Taóval egészült ki.
A két filmet 30 helyszínen forgatták szerte az országban, hat hónapon át, hárommilliárd jenes költségvetéssel. Mintegy 5000 statiszta dolgozott a filmeken. A forgatást természeti katasztrófák miatt többször le kellett állítani, és nehezen tudták összeegyeztetni a népszerű színészek napirendjét is, emiatt az eredetileg tervezett öt hónap helyett fél évig tartott a forgatás.
2020-ban került volna mozikba a filmsorozat két befejező filmje, melyekben Szató ismét Kensint alakítja. A forgatást 2018 novemberében kezdték, mintegy 43 helyszínen forgattak, többek között Kiotóban, Nara, Mie, Hjógo, Kumamoto, Hirosima, Szaitama és Ószaka prefektúrákban. 2019 júniusában fejezték be a forgatást. Az első film Kensin kereszt alakú sebhelyének történetét dolgozza fel, a második pedig Kensin harcát Jukisiro Enisivel. A Covid19-pandémia miatt a 2020 nyarára tervezett bemutatót 2021 tavaszára halasztották. A filmsorozat producere szerint azért kellett várni a két új résszel, mert időközben a főszereplők élete is megváltozott, Szató Takeru rendkívül népszerű és sokat foglalkoztatott színész lett, Takei Emi pedig anyává vált időközben. Ótomo úgy nyilatkozott, hogy mindenképpen le akarta forgatni a két filmet még mielőtt Szató 30 éves lesz.
Mind az öt filmhez a One Ok Rock együttes írt betétdalt.